# Colin Crowe

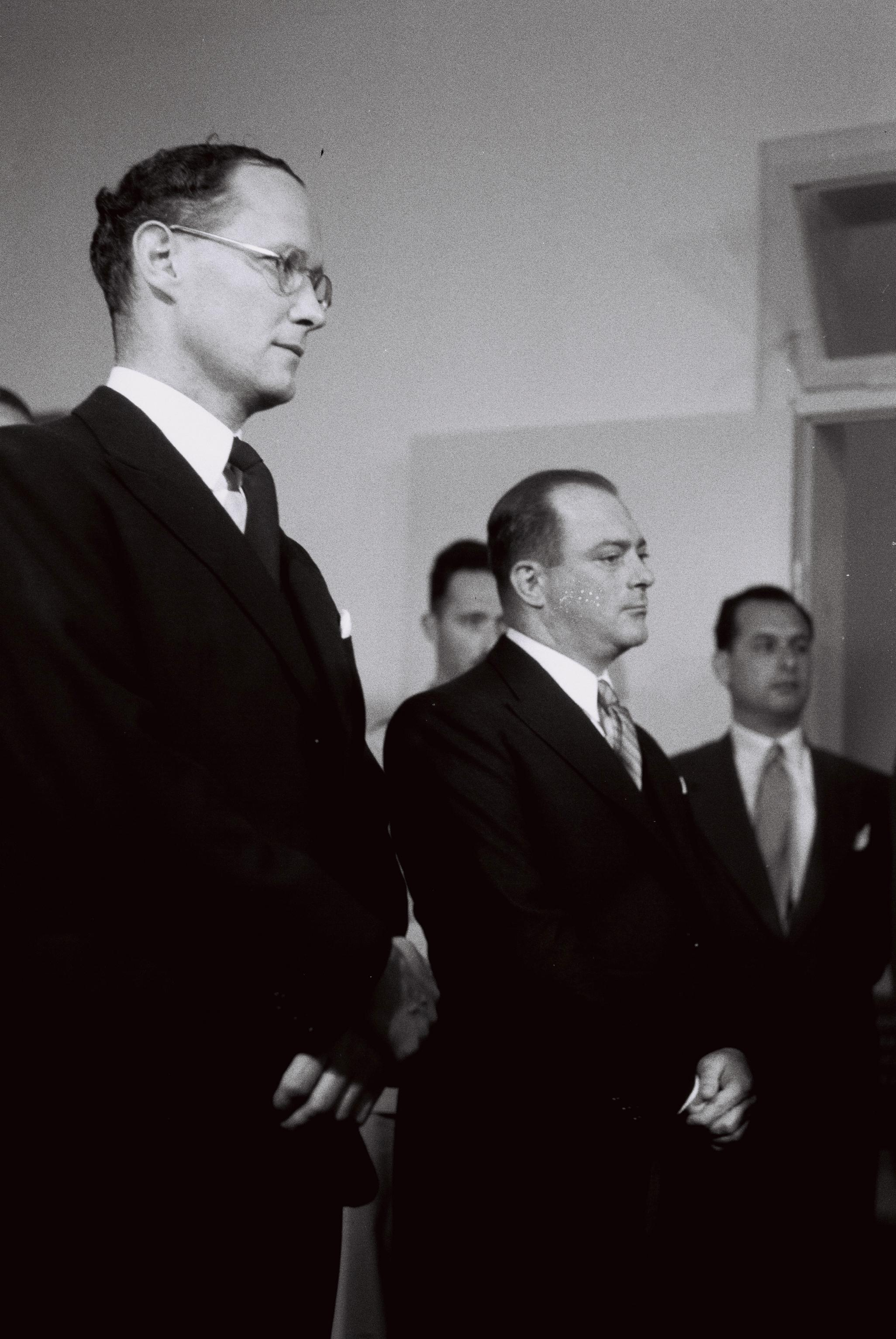
Colin Crowe (links) bei einem diplomatischen Empfang (1949)

Sir Colin Tradescant Crowe, GCMG (* 7. September 1913 in Yokohama, Präfektur Kanagawa, Kaiserreich Japan; † 19. Juli 1999) war ein britischer Diplomat, der unter anderem zwischen 1963 und 1964 Botschafter in Saudi-Arabien, von 1968 bis 1970 Hochkommissar in Kanada sowie zuletzt zwischen 1970 und 1973 Ständiger Vertreter des Vereinigten Königreichs bei den Vereinten Nationen war.

## Leben
Colin Tradescant Crowe, Sohn des Diplomaten Edward Thomas Frederick Crowe, begann nach dem Besuch der Stowe School ein Studium der Geschichte der Neuzeit am Oriel College der University of Oxford, das er mit Auszeichnung abschloss. Im Anschluss trat er in den diplomatischen Dienst (HM Diplomatic Service) des Außenministeriums (Foreign Office) ein und fand in der Folgezeit zahlreiche verschiedene Verwendungen an Auslandsvertretungen sowie im Außenministerium. Er fungierte im Außenministerium zwischen 1953 und 1956 als Leiter des Referats für den Fernen Osten (Head of Far Eastern Department, Foreign Office) und wurde für seine dortigen Verdienste 1956 als Companion des Order of St Michael and St George (CMG) ausgezeichnet. Nach weiteren Funktionen war er von 1959 bis 1961 Geschäftsträger (Chargé d’Affaires) und damit kommissarischer Leiter der Botschaft in Ägypten sowie anschließend zwischen 1961 und 1963 Stellvertretender Ständiger Vertreter bei den Vereinten Nationen in New York City.
Am 8. Juni 1963 wurde Colin Crowe zum Knight Commander des Order of St Michael and St George (KCMG) geschlagen, so dass er fortan den Namenszusatz „Sir“ führte. Im Anschluss wurde er 1963 Botschafter in Saudi-Arabien ab und bekleidete diese Funktion bis zu seiner Ablösung durch Morgan Man 1964. Nachdem er von 1964 bis 1965 als Fellow am St Antony’s College der University of Oxford tätig war, bekleidete er zwischen 1965 und 1968 im Außenministerium die Stelle als Leiter der Verwaltung des Diplomatischen Dienstes (Chief of Administration, Diplomatic Service). Daraufhin trat er 1968 die Nachfolge von Henry Lintott als Hochkommissar in Kanada an und verblieb auf diesem Posten bis 1970, woraufhin Peter Telford Hayman sein dortiger Nachfolger wurde.
Zuletzt übernahm Sir Colin Crowe 1970 von Hugh Foot, Baron Caradon das Amt als Ständiger Vertreter des Vereinigten Königreichs bei den Vereinten Nationen und hatte dieses bis zu seinem Eintritt in den Ruhestand 1973 inne. Sein Nachfolger wurde anschließend Donald Maitland. Danach wurde er am 2. Juni 1973 zum Knight Grand Cross des Order of St Michael and St George (GCMG) erhoben. Er war von 1938 bis zu deren Tod 1983 mit Bettina Lum verheiratet.